# Sapeaçu
Sapeaçu es un municipio brasileño del estado de Bahía, en la región del Recôncavo Sur de Bahía.
La palabra Sapeaçu es de origen indígena y significa paja grande. La localidad era habitada por los indios karirís o sabujás. Con la expulsión de indígenas que habitaban el lugar donde hoy se levanta Sapeaçu, fue edificada la hacienda Sapé Grande y allí construida una capilla dedicada a Nuestra Señora de la Concepción, en torno de la cual se formó la población.
La sede fue elevada a la categoría de ciudad cuando fue decretada como municipio.

## Geografía
Su población estimada en 2004 era de 17.095 habitantes y se estima que en Sapeaçu tiene 20.067 habitantes.